# Remungol
Remungol foi uma comuna francesa na região administrativa da Bretanha, no departamento Morbihan. Estendia-se por uma área de 26,97 km². Em 2010 a comuna tinha 959 habitantes (densidade: 35,6 hab./km²).
Em 1 de janeiro de 2016, passou a formar parte da comuna de Évellys.